# Oreodera griseozonata
Oreodera griseozonata là một loài bọ cánh cứng trong họ Cerambycidae.